# Renaud IV de Château-Gontier
 (septembre 2013).
Si vous disposez d'ouvrages ou d'articles de référence ou si vous connaissez des sites web de qualité traitant du thème abordé ici, merci de compléter l'article en donnant les références utiles à sa vérifiabilité et en les liant à la section « Notes et références ».
Renaud IV de Château-Gontier, seigneur de Château-Gontier en Anjou. 

## Biographie

### L'Anjou
Renaud IV avait succédé à son père Alard III de Château-Gontier vers 1152, date où il est témoin de la confirmation par Geoffroy Plantagenêt des possessions de la collégiale de Saint-Laud. On trouve même alors une confirmation analogue faite par lui, à laquelle assiste Berthelot, son frère, de tous les dons de ses ancêtres aux chanoines de l'abbaye de la Roë, qui les reçoivent dans leur confraternité.
En 1158, il assiste à Nyoiseau à l'installation de l'abbesse Adélaïde de la Jaille. 
De 1155 à 1160, il est présent à l'accord passé à la Flèche devant Henri II d'Angleterre, roi d'Angleterre, et Thomas Becket, son chancelier, entre le chapitre du Mans et Herbert Béranger au sujet d'Assé-le-Bérenger. 
L'abbaye Saint-Nicolas d'Angers le reconnaît comme bienfaiteur ; il lui céda en effet tous ses droits sur le Genéteil de Château-Gontier. 
En 1169, il est juge avec Etienne, sénéchal d'Anjou, et Renaud de Vo, sénéchal de Touraine, d'une contestation entre le Ronceray et Luc de Chemazé au sujet de Villesouris.

### La Terre sainte
L'événement le plus important de son existence fut son voyage en Terre-Sainte qu'on ne peut dater qu'approximativement de 1162 à 1178 et avec quelque probabilité en 1163, époque où de nombreux seigneurs de Fougères se croisèrent. On sait par le Cartulaire de Savigny que lui-même donna dans ce temps une exemption de péage à Savigny dans les terres de sa baronnie. C'est encore à l'occasion de son départ qu'il régla un différend avec les moines de Saint-Nicolas, au sujet de la cuisson du pain des paroissiens d'Azé qui habitaient entre le Genéteil et la Mayenne. Il leur laissa le four que son père leur avait donné, avec permission de porter leur pain à son château sur la rive droite et de le rapporter à leur boutique.
On ne sait à quelle époque il mourut, et parce que son successeur se nomme Renaud comme lui-même, il est difficile de dire avec précision les actes qui lui appartiennent et ceux qu'on doit attribuer à son fils. Sa sépulture aurait eu lieu à Saint-Nicolas d'Angers. 

### Famille
Renaud IV épousa Béatrix, fille de Rotrou III du Perche, comte du Perche, et de sa première femme, dont on ne connaît pas le nom. 
Nous devons ce renseignement au Cartulaire de Philippe-Auguste, qui réforme tout ce que disent Bry de la Clergerie, le Père Anselme et les autres, qui prétendent que la femme de Renaud IV était fille de Rotrou IV du Perche, alors qu'elle était aïeule de l'évêque de Châlons : Guillaume du Perche, fils lui-même de Rotrou IV du Perche. 
L'historien de la Maison de la Jaille qui le nomme Renaud V, dit qu'il fut marié trois fois, et il invoque le Cartulaire de Philippe-Auguste, attribuant les trois mariages de Rotrou III du Perche à son gendre. Rotrou III du Perche fut en effet marié d'abord avec une inconnue qui fut mère de Renaud V, puis avec Mathilde, fille naturelle d'Henri Ier d'Angleterre, roi d'Angleterre, morte en 1119 ; et, enfin, avec Harvise d'Évreux, fille de Gautier d'Évreux et de Sibille Chanort, baron de Salisbury, remariée avant 1145 à Robert de France, morte en 1152.
On voit par le tableau ci-dessous quelles nobles alliances procure à Renaud IV de Château-Gontier son mariage avec la fille aînée du comte du Perche.
```
Rotrou
 
III
 du Perche

x N...
│
├──> Béatrix
│    x 
Renaud
 
IV
 de Château-Gontier

│    │
│    └──> 
Renaud
 
V
 de Château-Gontier

│         │
│         └──> 
Alard
 
IV
 de Château-Gontier

│         │    x Emma de Vitré
│         │    │
│         │    └──> 
Jacques de Château-Gontier
[
3
]

│                  
x Mathilde, fille naturelle d'
Henri
 
I
er
 d'Angleterre
, morte en 
1119
 
│
├──> Philippine
│    x 
Élie
 
II
 d'Anjou
, comte du Maine, fils de 
Foulque
 
V
 d'Anjou

│    │
│    └──> Béatrix d'Anjou
│         x 
Jean d'Alençon
, mort en 1191
│         │
│         └──> 
Robert
 
III
 d'Alençon
[
4
]

│         │    x Jeanne du Bouchet
│         │    x Emma de Laval
│         │    │
│         │    └──> 
Jean
 
III

│         
x 
Harvise d'Évreux

│
├──> 
Rotrou
 
IV
 du Perche

│    x Mathilde de Blois     
│    │
│    └──> 
Geoffroy
 
III
 du Perche

│    │    x Mathilde de Saxe et de Bavière (1172 † 
13 janvier 1209
)
│    │    │    
│    │    └──> 
Thomas du Perche

│    │
│    └──> 
Guillaume du Perche
, évêque de Châlons
│
x Illégitimes
│
├──> 
Étienne du Perche
, archiduc de 
Palerme
```

Il fut ainsi beau-fils de Mathilde d'Angleterre ; oncle d'un comte du Maine, Élie II d'Anjou ; grand-oncle des comtes d'Alençon ; oncle des derniers comtes du Perche, et de Rotrou et de Guillaume, évêque de Châlons, ce qui procura à Jacques de Château-Gontier, arrière-petit-fils de Renaud IV, une part dans la succession de la maison de Bellême et du Perche.
Renaud eut de son mariage avec Béatrix du Perche :
1. Renaud V, qui suit ;
2. Béatrix, qu'on trouve citée en 1195 avec son frère.

D'une seconde femme, si l'on s'en rapporte à l'opinion de ceux qui ne donnent que deux enfants à Béatrix, il eut en outre :
1. Guillaume, mentionné deux fois : témoin d'une reconnaissance de Renaud, son frère, envers Saint-Nicolas d'Angers (1190) ; et d'un don que ce même Renaud fait pour l'amour de lui à la même abbaye (1193).

## Source
- Abbé Angot, Baronnie de Château-Gontier, 1915 .